# Ireneusz Cezary Kamiński
Ireneusz Cezary Kamiński (ur. 10 grudnia 1963) – polski prawnik, doktor habilitowany nauk prawnych, nauczyciel akademicki, profesor nadzwyczajny  Instytutu Nauk Prawnych Polskiej Akademii Nauk, specjalista w zakresie prawa międzynarodowego publicznego i prawa europejskiego, w latach 2014–2016 sędzia ad hoc Europejskiego Trybunału Praw Człowieka w Strasburgu.

## Życiorys
Absolwent II Liceum Ogólnokształcącego im. Stanisława Staszica w Tarnowskich Górach (1982). Ukończył studia prawnicze na Wydziale Prawa i Administracji Uniwersytetu Śląskiego.
W 1998 na podstawie rozprawy pt. Rola „słuszności” w prawie cywilnym i gospodarczym. Analiza prawno-socjologiczna uzyskał w Instytucie Nauk Prawnych Polskiej Akademii Nauk stopień naukowy doktora nauk prawnych w zakresie prawa, specjalności: prawo arbitrażowe,  teoria prawa. W 2011 w tym samym Instytucie na podstawie dorobku naukowego oraz rozprawy pt. Ograniczenia swobody wypowiedzi dopuszczalne w Europejskiej Konwencji Praw Człowieka. Analiza krytyczna otrzymał stopień doktora habilitowanego nauk prawnych w zakresie  prawa, specjalność: prawo międzynarodowe.
Był nauczycielem akademickim Instytutu Socjologii Wydziału Filozoficznego Uniwersytetu Jagiellońskiego w Krakowie. Został profesorem nadzwyczajnym Instytutu Nauk Prawnych PAN oraz członkiem Rady Narodowego Centrum Nauki.
W lipcu 2014 został sędzią ad hoc Europejskiego Trybunału Praw Człowieka (kadencja 2014–2016).
W sierpniu 2017 został członkiem rady programowej Archiwum Osiatyńskiego, które jest „obywatelskim centrum analiz prawnych oraz społecznością ludzi zaangażowanych w budowanie Polski praworządnej, w której władza działa w granicach prawa, dla dobra publicznego, przestrzegając praw i wolności obywatelskich oraz zobowiązań międzynarodowych”.
Jest członkiem Rady Fundacji Helsińskiej Fundacji Praw Człowieka.